# Jerónimo de Córdoba
Jerónimo de Córdoba (Valencia, 1537-1601) fue un pintor español de estilo manierista.
Es el único discípulo de Juan de Juanes que se ha documentado. Estuvo activo en distintas localidades del sureste español en la segunda mitad del siglo XVI.
Parte de su obra se conserva en el Museo Diocesano de Arte Sacro de Orihuela, como una Sagrada Familia (óleo sobre tabla de 69x76cm). Entre otros, realizó el retablo de Santa Lucía para el Convento de la Trinidad de Orihuela.